# Amphisbaena hogei
Amphisbaena hogei este o specie de reptile din genul Amphisbaena, familia Amphisbaenidae, ordinul Squamata, descrisă de Vanzolini 1950. Conform Catalogue of Life specia Amphisbaena hogei nu are subspecii cunoscute.